# El Alamein – A tűzvonal
Az El Alamein – A tűzvonal (eredeti cím: El Alamein – La linea del fuoco)  2002-ben bemutatott, második világháborús olasz filmdráma Enzo Monteleone rendezésében. A film a második el-alameini csatát dolgozza fel az olasz katonák szemszögéből.

## Cselekmény
A cselekmény az észak-afrikai El Alameinben játszódik a második világháború idején, 1942. október 23. és november 4. között. Az angolok elleni csatában a németek mellett ott voltak az olaszok is, egy rosszul felszerelt, de igen értékes csapattal, mely csak önmagára számíthatott. Ágrólszakadtak voltak, de tele büszkeséggel: hőstettekre képes csapat egy nagyon erős és őket lenéző ellenséggel szemben. A borzalmas csatának 11 nap alatt 25 ezer áldozata volt, és 30 ezer ember került fogságba. A film nem a híres tábornokok nagy csatáját szeretné elmesélni, hanem egy piszkos, rossz háború mindennapjait. Az első vonalban harcoló katonákról szól, akik vérhassal küzdenek, és napi egy liter piszkos vízzel kell túlélniük a megpróbáltatásokat. Olyan férfiak mindennapját mutatja be, akik hátrahagyták családjukat azért, hogy megvédjék hazájukat távol az otthonuktól.

## Szereposztás
| Szerep                | Színész              | Magyar hangja (1. szinkron, 2005) |
| --------------------- | -------------------- | --------------------------------- |
| Serra közlegény       | Paolo Briguglia      | Karácsonyi Zoltán                 |
| Rizzo őrmester        | Pierfrancesco Favino | Bede-Fazekas Szabolcs             |
| Spagna közlegény      | Luciano Scarpa       | Király Attila                     |
| Fiore hadnagy         | Emilio Solfrizzi     | Háda János                        |
| De Vita szakaszvezető | Thomas Trabacchi     | Győri Péter                       |
| Sforza hadnagy        | Sergio Albelli       | Pogány György                     |
| Tarozzi               | Piero Maggiò         | Schneider Zoltán                  |
| Tartálykocsi sofőr    | Antonio Petrocelli   | Pálmai Szabolcs                   |
| Orvos százados        | Giuseppe Cederna     | Szatmári Attila                   |
| Ezredes               | Roberto Citran       | Rosta Sándor                      |
| Tábornok              | Silvio Orlando       | Harmath Imre                      |

## Lásd még
- Második el-alameini csata